# Heodes alba
Heodes alba är en fjärilsart som beskrevs av Schoenfeld 1924. Heodes alba ingår i släktet Heodes och familjen juvelvingar. Inga underarter finns listade i Catalogue of Life.